# Athous brachati
Athous brachati là một loài bọ cánh cứng trong họ Elateridae. Loài này được Zeising & Brunne miêu tả khoa học năm 2005.